# فرودگاه اسنو لیک
فرودگاه اسنو لیک (به انگلیسی: Snow Lake Airport) یک فرودگاه همگانی است که یک باند فرود شن دارد و طول باند آن ۱۰۷۰ متر است. این فرودگاه در کشور کانادا قرار دارد و در ارتفاع ۳۰۳ متری از سطح دریا واقع شده است.